# Noel Álvarez
Noel Vidal Álvarez Camargo (Caserío Cerro Libre, estado Trujillo, Venezuela-20 de mayo de 1959) es un empresario venezolano. Noel Álvarez fue presidente de la patronal Fedecámaras entre 2009 y 2011 y ha sido el coordinador del partido político Gente. Durante la campaña de las elecciones presidenciales de Venezuela de 2024, se desempeñó como coordinador del Comando Con Vzla opositor en el estado Miranda.
Fue detenido el 10 de enero de 2025, el mismo día de la juramentación de Nicolás Maduro el mismo año. Actualmente tiene 6 meses y 20 días desaparecido y se desconoce su paradero.

## Infancia y educación
Noel Álvarez nació en un pueblo llamado Inglaterra del caserío Cerro Libre, en el municipio Cuicas del estado Trujillo. Debido a la ausencia de centros de salud cercanos, su madre dio a luz a Álvarez y a sus dos hermanos con la única comadrona de la población, al igual que el resto de las madres del pueblo. En agosto de 1963, cuando tenía cuatro años, su familia se mudó a otro caserío, El Batatillo, al lado de la carretera Panamericana. Crecieron en la pobreza y vivieron en una «casa de bahareque, techo de palma, piso de tierra», sin electricidad, tuberías de agua o letrinas, y con camas infestadas de chinches. Álvarez empezó a aprender a leer y a escribir con el libro «Juan Camejo», y entre sus primeras lecturas estaban los suplementos de El Zorro; el Llanero Solitario; El Santo, el enmascarado de plata; Red Ryder y las novelettas western de Marcial Lafuente Estefanía.
En la zona tampoco había centros prescolares y de liceos, por lo que los alumnos comenzaban a estudiar en primaria con una edad mínima de siete años. Una de las maestras intercedió con el director de la escuela para que Noel fuese aceptado en el primer grado a los seis años. Al entrar en la escuela, empezó a ayudar a su padre a labrar la tierra los días de semana y a trabajar en el negocio de su hermano mayor, Tomás, los fines de semana. Al terminar la primaria, el sacerdote del caserío le propuso a sus padres que estudiase para ser cura, y en otras oportunidad Noel planteó la posibilidad de estudiar en un liceo en el pueblo de Cuicas, pero en ambas oportunidades la familia no tenía suficiente dinero para costear los estudios.
En abril de 1975 se mudó a Caracas, próximo a cumplir 16 años. En Caracas inició a estudiar en horarios nocturnos en el liceo Núñez Ponte, en Maripérez, fue contratado en una cuadrilla de obreros del INAVI, donde trabajaban sus tíos que vivían en Caracas, cuyas labores incluían la limpieza de las casas, edificios y bloques construidos por el organismo y sus alrededores. Pocos meses después el Banco Obrero concluyó su contrato de limpieza. Durante su desempleo, Noel bajó a 44 kilos por la mala alimentación y padeció varias afecciones, incluyendo una gastritis, la infección de la uña de un pie, y caries que causaron la pérdida de algunos de sus dientes. Sus trabajos posteriores incluyeron Impresos Pentagrama, donde estuvo por dos meses, y como ascensorista en el hotel Terepaima.

## Carrera
Noel Álvarez fue presidente de la patronal Fedecámaras entre 2009 y 2011 y ha sido el coordinador del partido político Gente.

### Atentado contra su vida
En 2010 el vehículo que llevaba a Noel Álvarez y a la ex presidenta de Fedecámaras, Albis Muñoz fue interceptado por una camioneta con cinco ocupantes armados con pistolas nueve milímetros y una metralleta automática. Muñoz fue herida pero Noel salió ileso. Álvarez acusó al gobierno de Hugo Chávez de impulsar con su discurso violento este "tipo de agresiones y atentados contra los empresarios. Cualquier banda de delincuentes se siente con el derecho de ajusticiar las órdenes presidenciales, es como si el mandatario les diera una patente de corso para atacarnos".

### Desaparición forzada
Durante la campaña de las elecciones presidenciales de Venezuela de 2024, se desempeñó como coordinador del Comando Con Vzla opositor en el estado Miranda.Fue detenido el 10 de enero de 2025, el mismo día de la toma de posesión de Nicolás Maduro el mismo año. Antes de su arresto, Álvarez envió un audio a conocidos donde informaba sobre la presencia de funcionarios del Servicio Bolivariano de Inteligencia (SEBIN). Para entonces, en lo que iba de enero, la organización de derechos umanos Foro Penal había registrado 49 detenciones por motivos políticos, 42 de ellas desde el día 7. Actualmente se desconoce su paredero.

## Vida personal
Su madre fue María Damiana Camargo (1922-2010), costurera de profesión, y su padre José Cesar Álvarez (1904-1995), un político, comunista, ex policía y posteriormente adeco. Su padre también trabajó como jornalero en las haciendas aledañas, ayudaba como mediador de conflictos sobre terrenos y elaboraba documentos sobre casas o tierras.
Álvarez ha tenido cuatro hermanos. Dos: Nelson y Nerio, de la segunda relación de su madre, y dos de la primera: Alberto y Tomás. Noel ha comentado que la comadrona de su pueblo natal, madrina Ramona, tenía una relación parecida a la de una madrina con todos los niños de la población debido a los partos. Su sobrina e hija de Tomás, Rafaela, fue criada por la madre de Noel y se convirtió como en una hermana menor para él.